# 80 باكو (مسلسل)
80 باكو هو مسلسل تلفزيوني مصري عُرض في شهر رمضان عام 1446 هـ (1 مارس 2025م)، من بطولة هدى المفتي وانتصار ورحمة أحمد فرج ومحمد لطفي، من تأليف غادة عبد العال، ومن إخراج كوثر يونس.

## قصة المسلسل
تمر مصففة الشعر الموهوبة (بوسي) بضائقة مالية ويتوجب عليها توفير مبلغ 80 ألف جنيه لإتمام زواجها، حينها تقرر صاحبة الصالون مساعدتها لتعمل مصففة خاصة تزور العميلات في منازلهن، حيث تنفتح على عالم آخر لم تشهده من قبل، بينما يحاول خطيبها مساعدتها على إكمال المبلغ المطلوب.

## بطولة
- هدى المفتي: (بوسي)
- إنتصار: (لولا)
- رحمة أحمد فرج: (عبير)
- دنيا سامي: (فاتن)
- محمد لطفي (عاصم)
- سماح أنور: (منيرة)
- خالد مختار: (مختار تيخا)
- محمود يسري: (سليمان)
- حمزة العيلي
- إنعام سالوسة: (عساكر)
- ياسمين الهواري
- ألفت إمام: (تهاني - ضيفة شرف)
- إلهام صفي الدين: (فريدة - ضيفة شرف)
- شهاب إبراهيم: (متولي)
- وفاء عامر: (بشخصها - ضيفة شرف)
- أحمد سعد ميشو: (مخرج الإعلان - ضيف شرف)
- محمد عبده: (شيف موريس)